# 정글 속의 고릴라
《정글 속의 고릴라》(영어: Gorillas in the Mist)는 1988년 개봉한 미국의 드라마 영화이다. 마이클 앱티드가 감독을 맡았으며, 박물학 다이앤 포시가 겪은 실제 이야기를 영화화한 작품이다.

## 출연

### 주연
- 시고니 위버
- 브라이언 브라운

### 조연
- 줄리 해리스

## 기타
- 협력프로듀서: 릭 베이커
- 미술: 존 그레이스마크
- 배역: 마리언 더펄티
- 배역: 메리 셀웨이